# Movimento Unione Italiano
Movimento Unione Italiano (MUI)  är ett socialdemokratiskt parti i Italien, grundat 2010.